# Шуль, Боб
Боб Шуль (англ. Robert Keyser «Bob» Schul; 28 сентября 1937, Уэст-Милтон, Огайо — 16 июня 2024, Мидлтаун) — американский легкоатлет (бег на длинные дистанции), чемпион летних Олимпийских игр 1964 года в Токио.
В 1963 году Шуль стал бронзовым призёром Панамериканских игр в Сан-Паулу (Бразилия) в беге на 5000 метров. На Олимпиаде в Токио он стал олимпийским чемпионом на этой же дистанции с результатом 13:48,8 с, опередив представителя объединённой команды Германии Харальда Норпота (13:49,6 с) и американца Билла Деллингера (13:49,8 с).
Умер 16 июня 2024 года в доме престарелых в Мидлтауне, штат Огайо, в возрасте 86 лет. В последние годы своей жизни он боролся с деменцией.